# Valdevacas y Guijar
Valdevacas y Guijar település Spanyolországban, Segovia tartományban. Valdevacas y Guijar Arahuetes, Cubillo, Caballar, Muñoveros, Puebla de Pedraza és Arevalillo de Cega községekkel határos. Lakosainak száma 80 fő (2024).

## Népesség
A település népessége az elmúlt években az alábbi módon változott:
| Lakosok száma | 153  | 139  | 144  | 135  | 117  | 97   | 95   | 99   | 93   | 80   |
|               | 2001 | 2004 | 2007 | 2009 | 2012 | 2014 | 2017 | 2019 | 2022 | 2024 |